# Dankotuwa Division
Dankotuwa Division är en division i Sri Lanka.   Den ligger i distriktet Puttalam District och provinsen Nordvästprovinsen, i den sydvästra delen av landet, 40 km norr om huvudstaden Colombo. Antalet invånare är 62 196.